# Шёнфельд, Иоганн Генрих

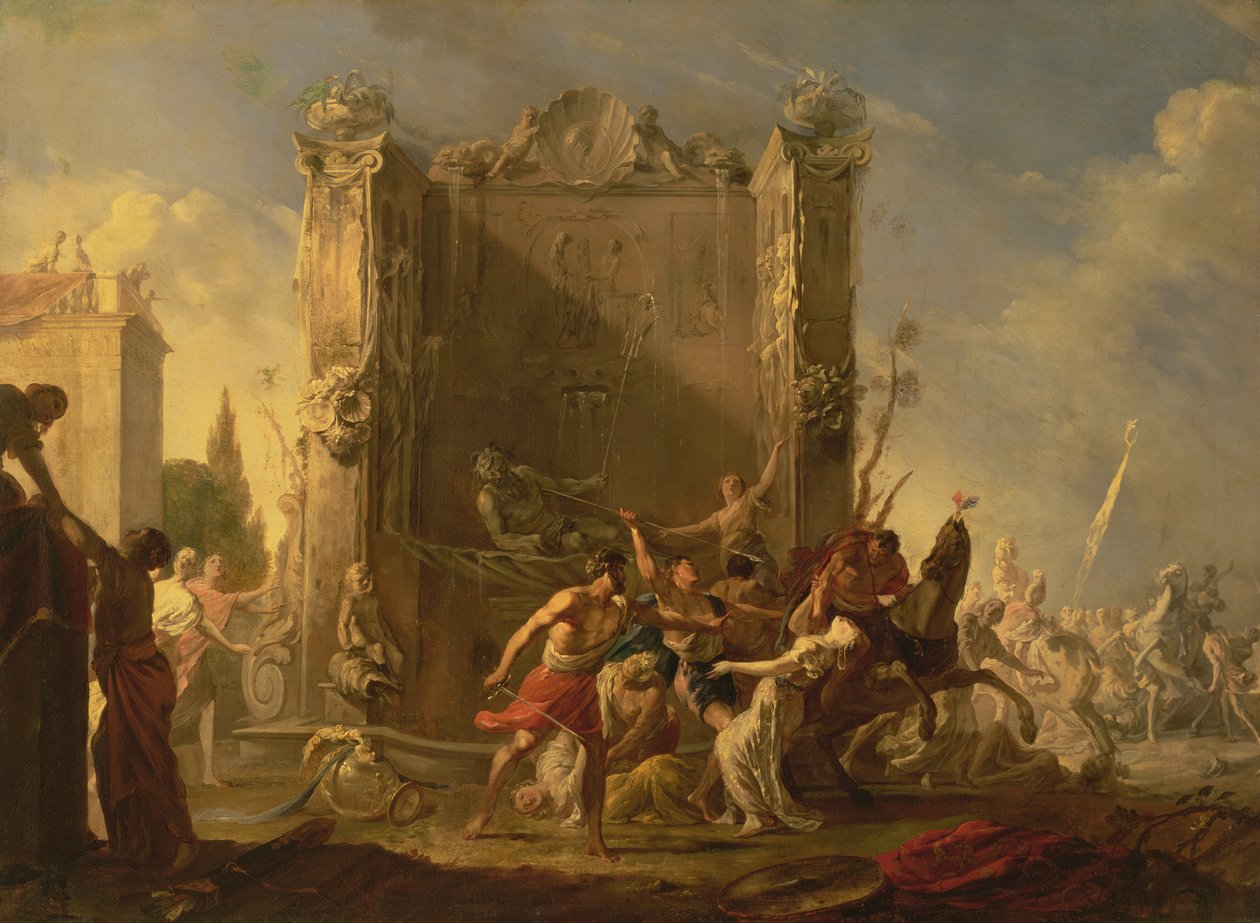
Смерть дочери Спурия Тарпея

Иоганн Генрих Шёнфельд (нем. Johann Heinrich Schönfeld; 23 марта 1609, Бибербах (Швабия), герцогство Бавария – 1684, Аугсбург) — немецкий художник, живописец, гравёр эпохи барокко.

## Биография
Сын ювелира. Мастерство начал овладевать в мастерской отца. Имел физический недостаток, был слеп на левый глаз с рождения. Поэтому не стал ювелиром, требовавшим значительного напряжения зрения в работе, а стал совершенствовать собственное мастерство в живописи.

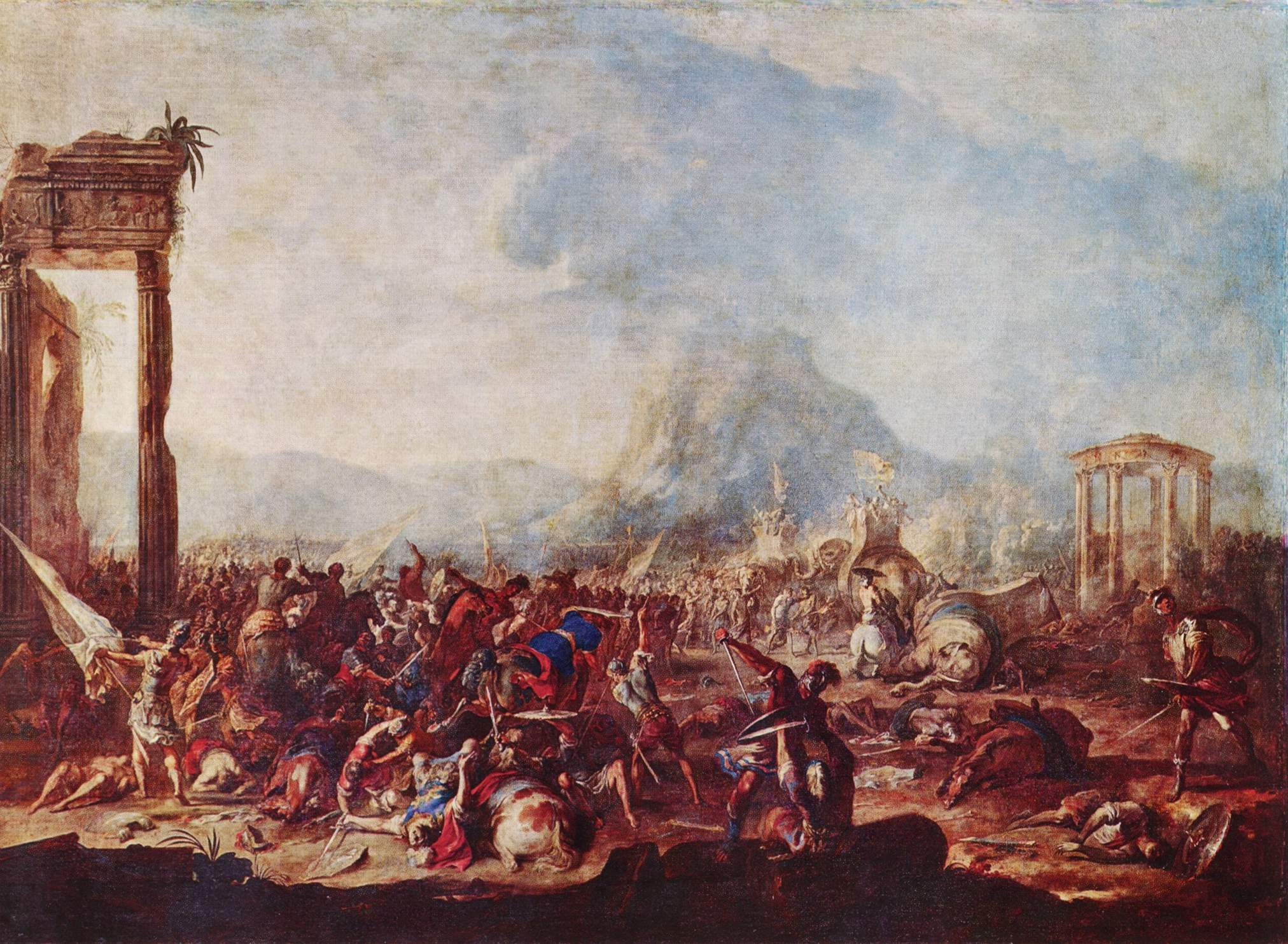
Битва при Пинтуре

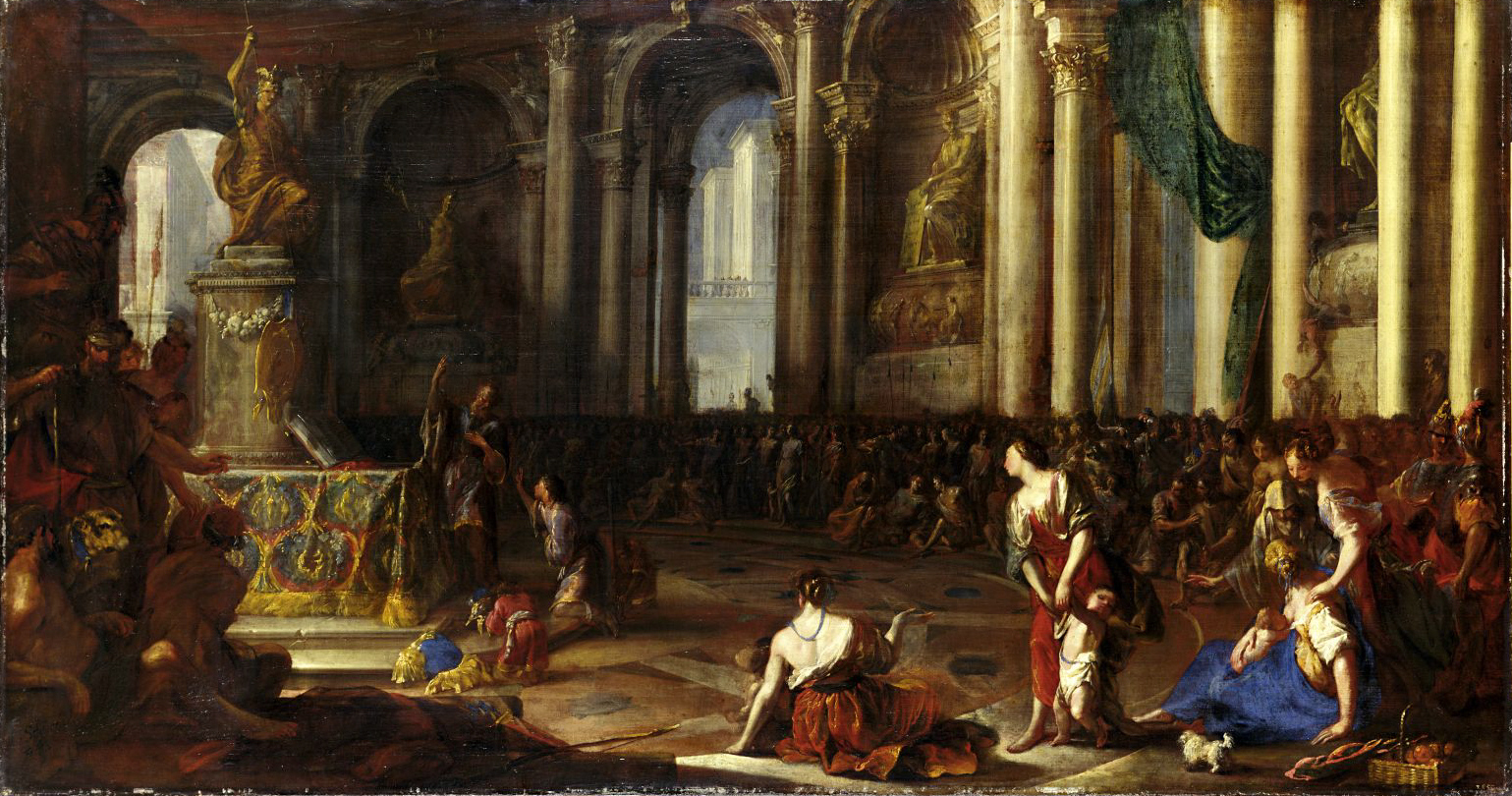
Ганнибалова клятва

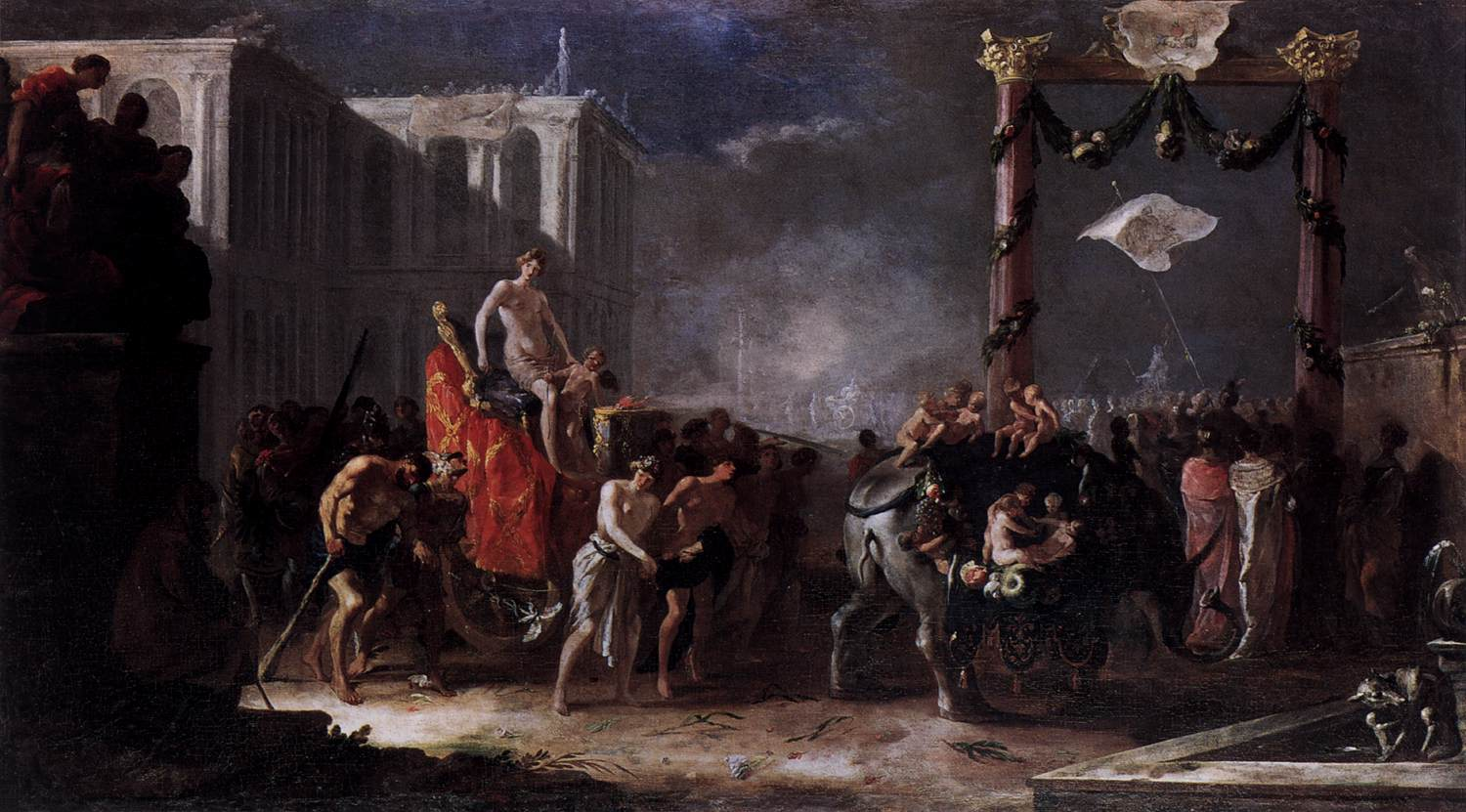
Триум Венеры

Тридцатилетняя война в Германии вынудила художника покинуть родину. С 1633 года многие годы жил и работал в основном в Италии ( Рим, Неаполь), где его привлекали разные мастера — Караваджо, Пьетро да Кортона, Бернини, создавал картины под влиянием представителей французского классицизма и барокко, а также модную тогда живопись северных художников под названием Бамбоччанти (bamboccianti). Был членом группы художников  Перелётные птицы.

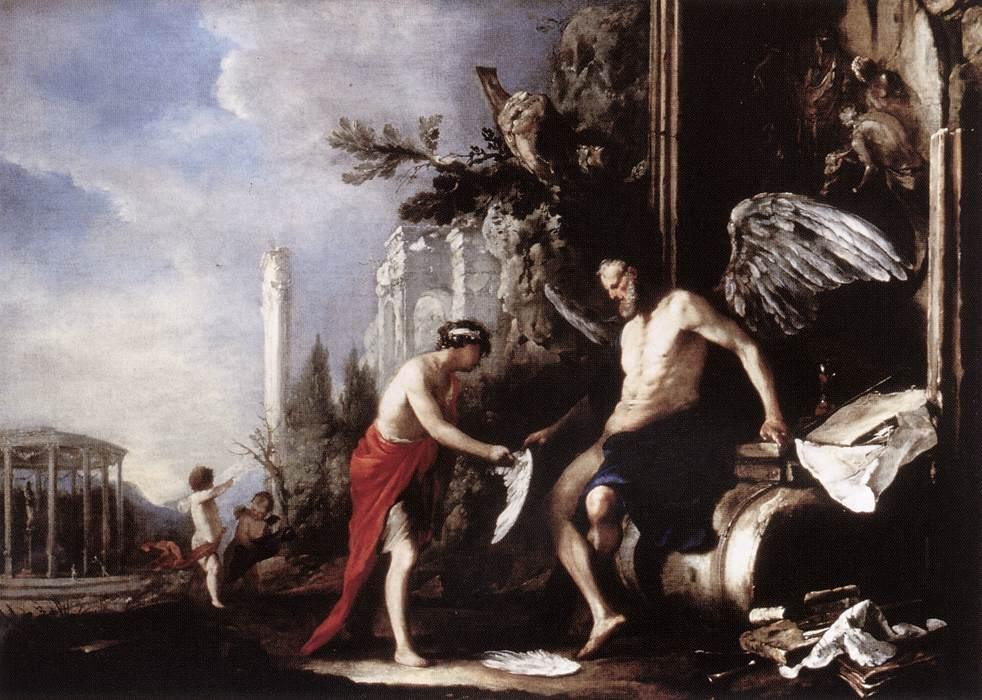
Аллегория времени. Хронос и Эрос

Около 10 лет с 1638 года работал в Неаполе, изучал реалистическую грубоватую манеру Б. Каваллино, его приемы передачи эффектного освещения.
После окончания Тридцатилетней войны в 1648 году вернулся в Германию, где получил признание среди духовенства и коллекционеров. В 1652 году стал гражданином города Аугсбург. Имел свою мастерскую и выполнил значительное количество религиозных картин для церквей юга Германии.
Автор полотен на мифологические и батальные сюжеты.
Картины мастера отличали оригинальные планы и небольшие фигуры, составляющие фон или смещённые в глубину композиции.